# Senya Ichiya Monogatari
A Thousand and One Nights (千夜一夜物語, Senya Ichiya Monogatari) is een Japanse animatiefilm voor volwassenen van Osamu Tezuka onder regie van Eiichi Yamamoto. Deze film maakt deel uit van de Animerama van Mushi Production, een reeks films voor een volwassen publiek.
De film kende succes in Japan. In 1970 vond er een klein aantal vertoningen in de Verenigde Staten plaats, maar daar deed de film het slecht doordat er geen publiek bleek te zijn voor tekenfilms voor boven de achttien. De Engelse nasynchronisatie van de film is uitzonderlijk zeldzaam. Deze versie werd ingekort tot honderd minuten. De film kwam drie jaar eerder uit dan het succesvollere Fritz the Cat, de eerste Amerikaanse tekenfilm voor volwassenen.

## Verhaal
Aldin, een arme waterverkoper, wordt verliefd op de slavin Miriam op een slavenmarkt in Bagdad. Havasalakum, de zoon van het lokale politiehoofd, koopt Miriam echter. Alvorens hij haar mee naar huis kan nemen, wordt de markt onderbroken door een zandstorm. Aldin maakt van de gelegenheid gebruik om Miriam weg te voeren en haar te bevrijden uit de slavernij. Ze verbergen zich van hun achtervolgers in een leegstaand gebouw. Sulaiman, de eigenaar van het gebouw, begluurt hen tijdens een vrijpartij en sluit hen op. Havasalakum en zijn wachters vinden hen en nemen Miriam mee. Badli, de handlanger van het politiehoofd, vermoordt Sulaiman. Aldin wordt in zijn plaats gefolterd en naar de gevangenis gestuurd voor de moord.
Een jaar later wordt Aldin vrijgelaten. Miriam sterft met een gebroken hart in het kraambed. Aldin ontmoet Badli in de woestijn. Hij dreigt om hem te vermoorden, maar toont zich vergevingsgezind en laat hem gaan. Aldin ontdekt vervolgens een magische grot waar Kamahakim en zijn veertig rovers een schat verbergen. Aldin glipt naar binnen. Wanneer de rovers slapen, steelt hij de schat. Madia, een jonge vrouwelijke dief, ontwaakt en bedreigt Aldin. Aldin overtuigt haar echter om samen de wereld te ontdekken. Het duo vliegt weg op een magisch houten paard. Wanneer ze over de oceaan vliegen, trekt levend haar hen naar beneden. Ze landen op het Lotuseiland, dat bewoond wordt door sirenes. Hun koningin biedt het duo aan om op het eiland te blijven, maar Madia wordt jaloers en vertrouwt haar niet. Ze vliegt weg op het houten paard tijdens een vrijpartij tussen Aldin en de sirenes.
De koningin verbiedt Aldin om haar naar haar huis in het bos te volgen, maar Aldin volgt haar toch. De koningin en de sirenes veranderen in slangen en jagen Aldin achterna. Aldin kan ontsnappen en wordt gered door zeemannen. Ze reizen naar een mysterieus eiland bewoond door een mensetende reus. De reus eet de zeemannen op, maar Aldin ontsnapt. Hij ontdekt een magisch, levend schip dat hem eender waar naartoe kan nemen en zijn wensen kan vervullen.
15 jaar later vliegen twee geesten op een tapijt over een schaapsherder genaamd Aslan. De vrouwelijke geest voelt zich aangetrokken tot Aslan. Haar mannelijke kompaan probeert te verhinderen dat de herder haar ziet, want geesten sterven wanneer mensen hen zien. Hij doet dit door een mooie prinses van Bagdad naar de herder te brengen en haar dan prompt weer weg te teleporteren. Aslan wil meteen naar Bagdad. De vrouwelijke geest verandert in een paard en biedt zichzelf als rijdier aan Aslan aan.
Ondertussen is Aldin een rijk man geworden. Hij neemt deel aan een wedstrijd in Bagdad: de winnaar zal koning worden. Hij wint door zijn rivaal op zijn magisch schip te lokken en het schip naar het einde van de wereld te laten reizen. Aldin wil met prinses Jalis trouwen omdat zijn op Miriam lijkt: zij is namelijk Miriam's dochter. Desondanks Aldin's macht als koning, slaagt hij er niet in om Jalis' hart te winnen: zij is verliefd op Aslan. Aldin bouwt een toren die tot in de Hemel reikt. Zijn volk haat hem en komen in opstand onder leiding van Aldin's handlanger. Niet klaar voor de verantwoordelijkheden van een koning geeft Aldin de kroon op. Hij kent nu de waarde van vrijheid en vrede en kiest ervoor om opnieuw de wereld door te reizen als een arm maar vrij man.

## Stemacteurs
| Acteur              | Personage                                     |
| ------------------- | --------------------------------------------- |
| Yukio Aoshima       | Aldin                                         |
| Kyoko Kishida       | Miriam/Jalis                                  |
| Sachiko Ito         | Madia                                         |
| Isao Hashizume      | Aslan                                         |
| Haruko Kato         | Genie                                         |
| Noboru Mitani       | Gin                                           |
| Hiroshi Akutagawa   | Badli                                         |
| Asao Koike          | Kamahakim                                     |
| Shusaku Endo        | toeschouwer op de slavenmarkt                 |
| Junnosuke Yoshiyuki | toeschouwer op de slavenmarkt                 |
| Morio Kita          | toeschouwer op de slavenmarkt                 |
| Yasutaka Tsutsui    | toeschouwer op de slavenmarkt                 |
| Sakyo Komatsu       | toeschouwer op de slavenmarkt                 |
| Soichi Oya          | senaatlid                                     |
| Sen Saga            | senaatlid                                     |
| Minoru Omori        | senaatlid                                     |
| Kyosen Ohashi       | frauduleuze ticketverkoper bij de paardenrace |
| Takehiko Maeda      | toeschouwer op de paardenrace                 |
| Danshi Tatekawa     | toeschouwer op de paardenrace                 |
| Chinpei Nozue       | toeschouwer op de paardenrace                 |
| Kunika Kizaki       | dubieuze dokter                               |
| Takako Ando         |                                               |